# Jazz
El jazz és un estil musical nascut a Nova Orleans (Louisiana, Estats Units d'Amèrica) a principis de la dècada del 1900, on es barreja una rítmica pròpia dels afroamericans dels Estats Units (blues, principalment, però també les work songs, el ragtime, les cançons dels "Minstrels") amb una instrumentació i una tímbrica genuïnes de les bandes de carrer (trompeta, corneta, clarinet, trombó, tuba, baix, bombo i platerets).

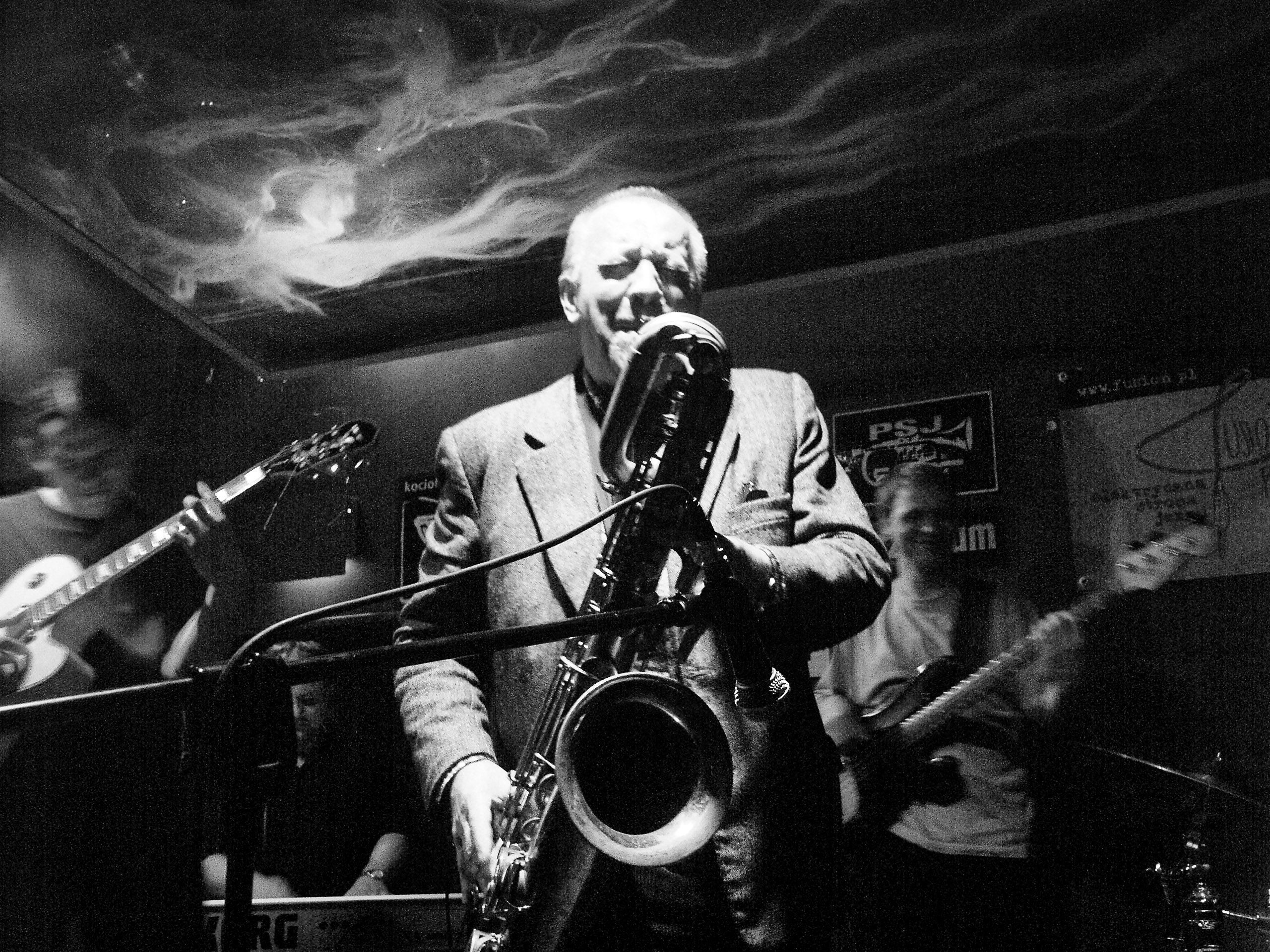
Actuació d'una banda de jazz

Silueta d'un trompetista de jazz

Quan aquests conjunts s'estabilitzaren, substituïren la tuba pel contrabaix, el bombo i platerets per la bateria i s'hi afegí el piano. Aquesta era la formació de l'Original Dixieland Jass Band, un grup blanc que emprà la paraula jazz per primera vegada, el 1917. Tant per repertori com per instrumentació, harmonia i sobretot per la improvisació (base característica del jazz) s'anà evolucionant fins a arribar, a les dècades de 1980 i 1990 a una fusió d'estils molt diversos. Així, juntament amb cançons populars o d'operetes i musicals de Broadway, el jazz incorporà, a partir de 1920, composicions pensades específicament per a ser interpretades per aquests conjunts.
Amb l'estil anomenat "Chicago" - o hot jazz - s'enriquiren les improvisacions i s'incorporaren nous instruments com el saxòfon (tenor i alt, principalment), la guitarra i el violí. Altres instruments que s'anaren incorporant, foren el vibràfon, els saxòfons barítons i soprano, la flauta, l'orgue i diferents tipus de percussió (conga o tombadora, bongos). Així mateix, els cantants, tan importants ja des dels inicis dels blues, adoptaren el llenguatge nou i a partir de la dècada de 1930 s'incorporaren al jazz.
Un altre tret distintiu d'aquest gènere són les jam-sessions, trobades de músics al final dels concerts, en què tots els instrumentistes improvisen a partir d'una melodia. Entre finals de la dècada de 1920 i fins a 1945 triomfà l'estil anomenat swing, interpretat per grans orquestres (Big Bands) de dotze o catorze instrumentistes.
Després de la Segona Guerra Mundial s'inicià l'esclat del be bop que revolucionà les formes d'improvisar, apropant-les quasi a l'avantguardisme, i també el tipus de sonoritat. El bop és la base del que es coneix, habitualment, com a modern jazz, en oposició al mainstream, més clàssic, que ha seguit interpretant-se sense interrupció. Entre els derivats del bop trobem el cool, també l'estil west coast, el hard bop, el third stream i, finalment, el free-jazz, en què no se segueix cap patró melòdic ni harmònic, i només importa la tímbrica, l'experimentació amb els instruments i la discontinuïtat rítmica.
Des de la fi de la dècada de 1960 i fins avui, el jazz no ha deixat de mesclar-se amb altres gèneres, com el rock, jazz rock o el funky (nu Jazz), que ha fet que sovint s'anomenés a aquesta tendència fusion.

## Característiques

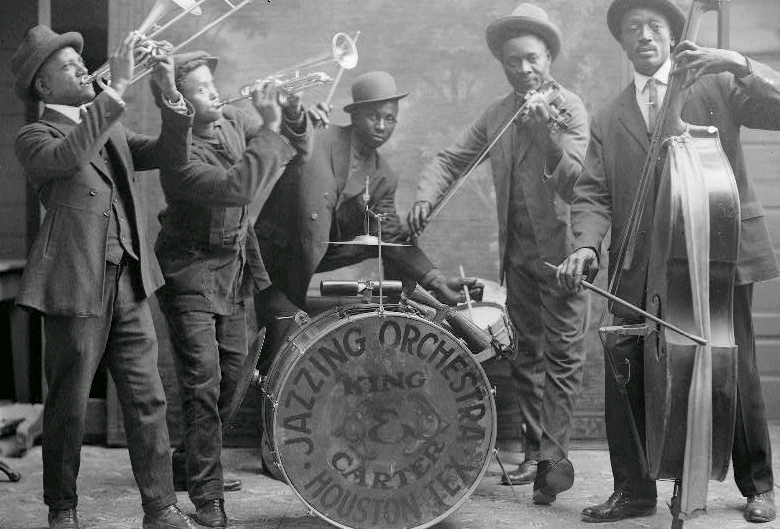
The King & Carter Jazzing Orchestra actuant a Houston (Texas, Estats Units)

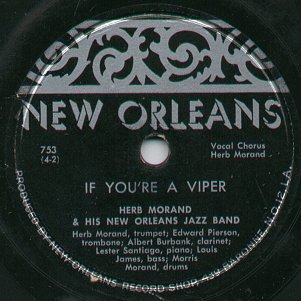
Disc de jazz de la dècada de 1940

Des dels seus inicis, el jazz s'ha ramificat en molts subestils, cosa que fa difícil la realització d'una descripció única que s'adapti a tots ells amb fiabilitat absoluta. No obstant això, es poden fer algunes generalitzacions, tenint en compte que en tots els casos hi ha excepcions.
Els intèrprets de jazz improvisen dins les convencions de l'estil que han escollit. En general, la improvisació s'acompanya d'una progressió d'acords d'una cançó popular o una composició original que es repeteixen. Els instrumentistes imiten els estils vocals negres (fins i tot l'ús de sons arrossegats d'una nota a una altra), les lleugeres variacions de to (incloent-hi les anomenades blue notes, tons de l'escala del blues desafinades a la baixa en un interval microtonal respecte a l'afinació occidental), i els efectes sonors (com ara grunyits i gemecs).
La voluntat de crear un so personal de color tonal -amb un sentit del ritme i forma individual, i amb un estil propi d'execució- ha portat els músics a la utilització de ritmes que es caracteritzen per l'acte constant d'incloure síncopes en el text musical (els accents apareixen en moments inesperats del compàs) i també pel swing, un pols rítmic únic del jazz que es manifesta en les complexes relacions entre notes llargues i breus. Les partitures escrites, si existeixen, es fan servir només com a guies de l'estructura dins la qual es desenvolupa la improvisació. La instrumentació típica comença amb una secció rítmica, formada pel piano, el contrabaix, la bateria i una guitarra opcional, a la qual es poden afegir instruments de vent. A les big bands, els instruments de vent s'agrupen en tres seccions: saxòfons, trombons i trompetes.
Si bé hi ha excepcions en alguns subestils, el jazz, en general, es basa en l'adaptació d'infinites melodies a algunes progressions de determinats acords. El músic improvisa noves melodies que s'ajusten a la progressió dels acords, i aquests es repeteixen tantes vegades com es vulgui a mesura que s'incorpora cada nou solista.
Si bé per a la improvisació de jazz s'empren peces, les pautes formals de les quals són molt diferents, n'hi ha dues estructures que s'utilitzen amb més freqüència en els seus temes. Una és la forma AABA de les tornades de les canços populars, la qual consta de 32 compassos dividits en quatre seccions de vuit compassos cadascuna: la secció A, la repetició de la secció A, la secció B (el pont, que acostuma a començar en una tonalitat nova), i la repetició de la secció A. La segona forma té arrels fondes en la música folklòrica de la comunitat negra nord-americana: el blues de 12 compassos. A diferència de la forma de 32 compassos en ABBA, els blues tenen una progressió d'acords gairebé uniforme.

## Els orígens

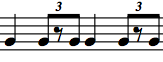
Notació musical de jazz

El jazz enfonsa les seues arrels en l'eclecticisme musical dels afroamericans. En aquesta tradició sobreviuen les empremtes de la música de l'Àfrica Occidental, de les formes musicals de la comunitat negra del Nou Món, de la música popular i clàssica europea dels segles xviii i xix, i de formes musicals populars posteriors que han influït en la música negra o que són obres de compositors negres. Entre els trets africans es troben els estils vocals, que destaquen per una gran llibertat de coloració vocal, la tradició de la improvisació, les pautes de pregunta i resposta, i la complexitat rítmica, tant en la síncope de línies melòdiques individuals com en els ritmes complexos que toquen els diferents membres d'un conjunt. Altres formes de música afroamericana són els cants que acompanyaven el treball, les cançons de bressol i, encara que posteriors, els càntics espirituals i els blues.
La música europea ha aportat estils i formes específiques: himnes, marxes, valsos, quadrilles i altres músiques de ball, de teatre, d'òpera italiana, així com elements teòrics -especialment, l'harmonia-, un vocabulari d'acords i la relació amb la forma musical.
Entre els elements negres de la música popular que han contribuït al desenvolupament del jazz s'inclouen la música de banjo dels minstrel shows (derivats de la música de banjo dels esclaus), els ritmes sincopats d'influència negra procedents de la música llatinoamericana (que s'escoltava a les ciutats del sud dels Estats Units), els estils de pianola dels músics de les tavernes del Mig Oest, i les marxes i himnes interpretats per les bandes de metalls de negres a la darreria del segle xix. En aquests anys va sorgir un altre gènere que va exercir una poderosa influència: el ragtime. Aquesta era una música que combinava molts elements, incloent-hi els ritmes sincopats (originaris de la música de banjo i d'altres fonts negres) i els contrastos harmònics i les pautes formals de les marxes europees. A partir de 1910 el director d'orquestra William Christopher Handy va prendre una altra forma, el blues, i la va portar més enllà de la seua tradició precedent -estrictament oral-, amb la publicació dels seus originals blues amb la seua companyia discogràfica fundada el 1917 a Nova York. A mans dels músics de jazz, els seus blues van trobar a la dècada de 1920 a qui seria un dels seus millors intèrprets: la cantant Bessie Smith, la qual en va gravar molts.
La fusió d'aquestes múltiples influències en el jazz resulta difícil de reconstruir, atès que això fou abans que el fonògraf pogués oferir-ne testimonis fiables.

## Història
La major part de la música primitiva del jazz s'interpretava en petites bandes de marxa o la tocaven pianistes solistes. A banda del ragtime i les marxes, el repertori incloïa himnes, espirituals i blues. Les bandes tocaven aquesta música, modificant-la mitjançant síncopes i acceleracions, a les festes campestres, casaments, desfilades i funerals. Era típic que les bandes toquessin cançons tristes de camí als funerals, i marxes alegres en tornar-ne. Si bé el blues i el ragtime van sorgir de manera independent del jazz i van coexistir amb ell, sí que van influir en el seu estil i les seues maneres, i van servir de vehicle important per a la improvisació jazzística.

### El jazz de Nova Orleans

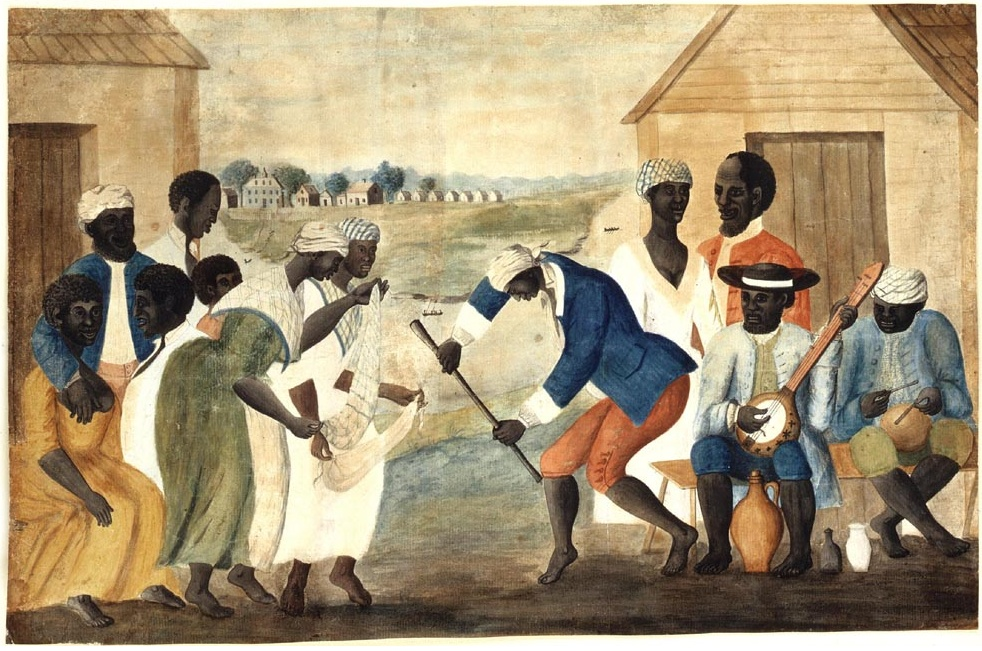
The Old Plantation, oli de la dècada del 1780 mostrant esclaus afroamericans ballant amb música de banjo i percussió.

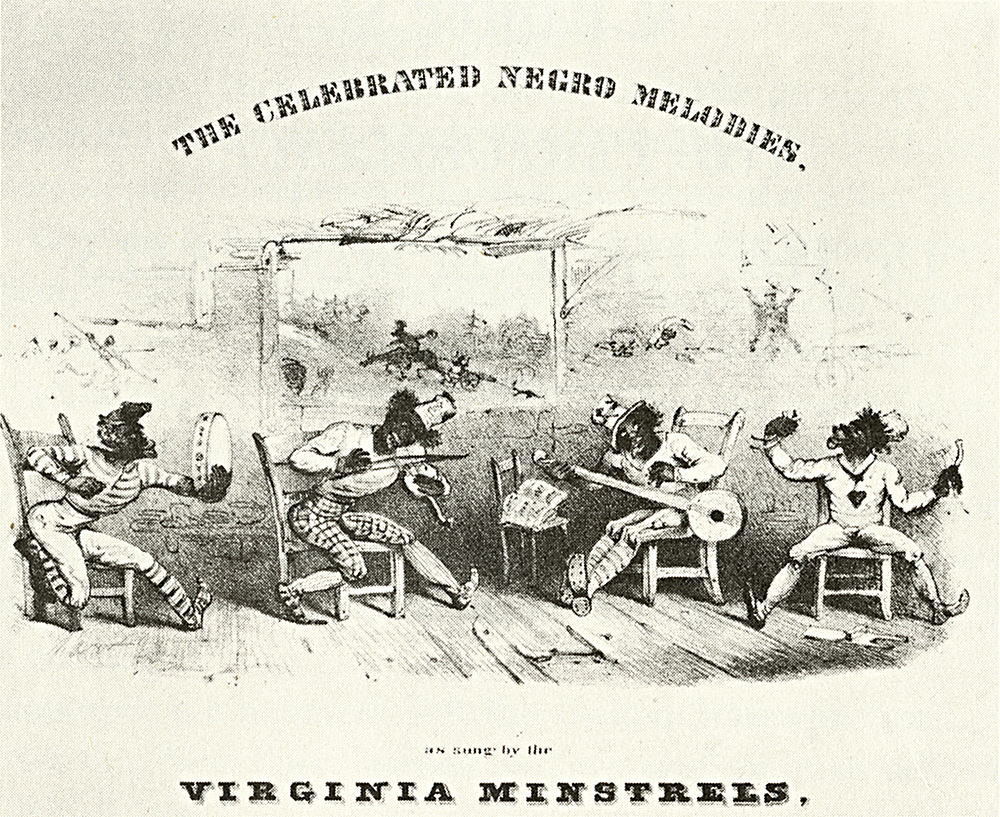
The Blackface Virginia Minstrels l'any 1843 amb pandereta, violí i banjo.

Amb l'inici del segle xx va sorgir el primer estil de jazz documentat, el centre del qual estava a la ciutat de Nova Orleans, a l'estat de Louisiana. En aquest estil la corneta o la trompeta portava el pes de la melodia, el clarinet tocava florides contramelodies i el trombó interpretava sons rítmics mentre feia sonar les notes fonamentals dels acords o una harmonia simple. Darrere d'aquest trio bàsic, la tuba o el contrabaix interpretaven la línia del baix, i la bateria l'acompanyament rítmic. L'exuberància i el volum eren més importants que la delicadesa: la improvisació se centrava en el so del conjunt.
Un músic que es deia Buddy Bolden sembla haver estat l'artífex de les primeres bandes de jazz, però la seua música i el seu so s'han perdut. Si bé es poden percebre certes influències del jazz a les poques gravacions primitives en discs, la primera gravació d'una banda de jazz va haver d'esperar fins a 1917. Aquesta banda, un grup de músics de raça blanca de Nova Orleans, que es deia l'Original Dixieland Jass Band, va tindre un enorme èxit tant als Estats Units com a nivell internacional (el terme dixieland seria emprat per definir més tard l'estil Nova Orleans interpretat per músics blancs). Després apareixerien dos destacats grups, un de blanc i un altre de negre: el 1922 els New Orleans Rhythm Kings i el 1923 la Creole Jazz Band, aquesta darrera liderada pel cornetista Joe King Oliver. Les gravacions realitzades pel grup d'Oliver són els registres més significatius de l'estil de Nova Orleans. Altres destacats músics d'aquesta ciutat van ésser els trompetistes Bunk Johnson i Freddie Keppard, el saxofonista soprano Sidney Bechet, el percussionisputata Warren Baby Dodds, i el pianista i compositor Jelly Roll Morton. Tanmateix, el músic més influent de l'estil de Nova Orleans va ser el segon trompeta de Joe King Oliver, Louis Armstrong.

### L'impacte d'Armstrong

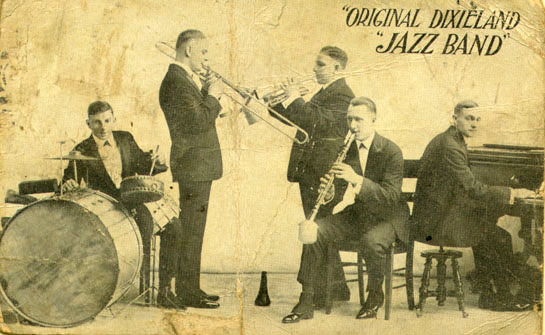
La Original Dixieland Jass Band al 1918

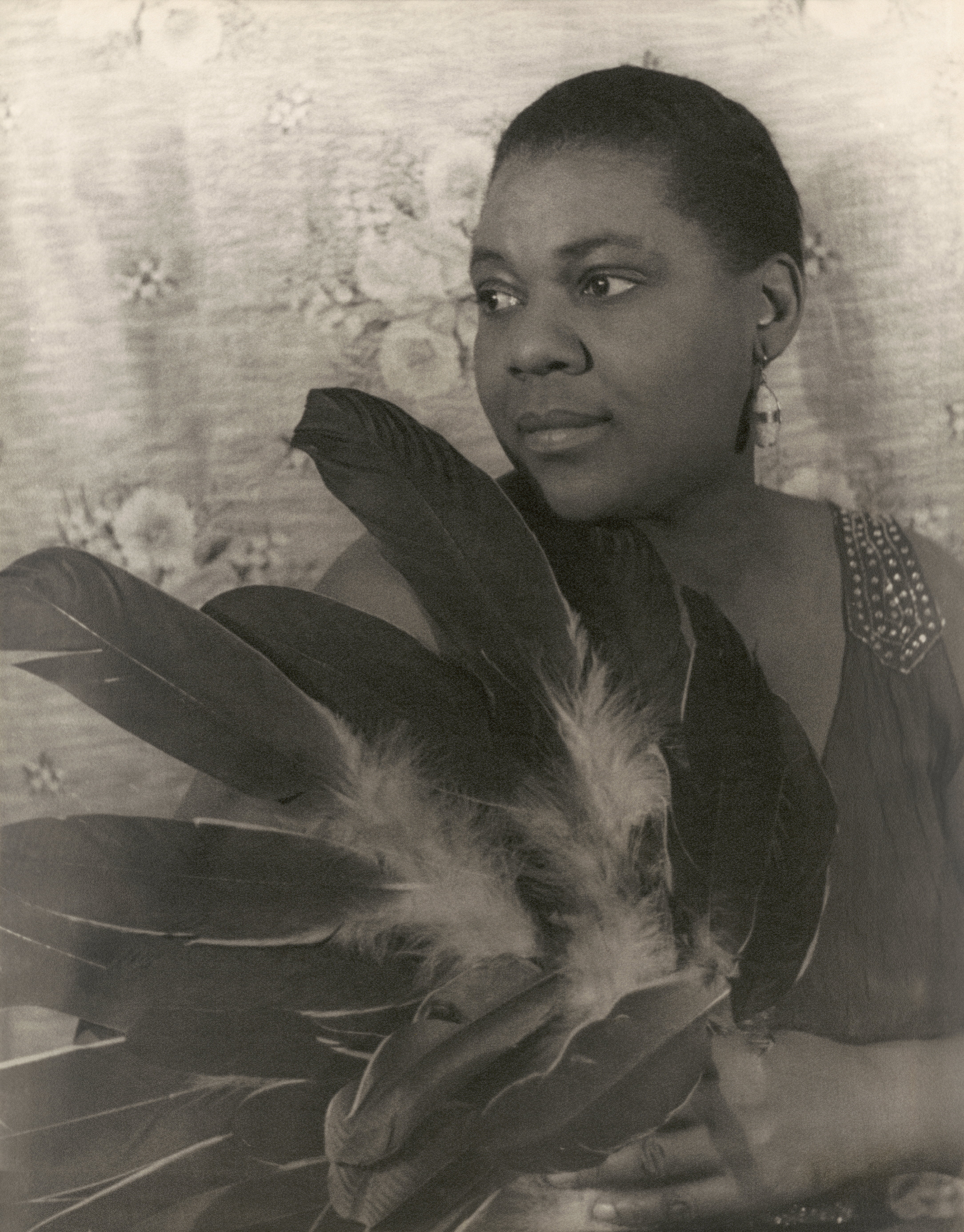
La cantant Bessie Smith l'any 1936

Armstrong va ser el primer autèntic virtuós de jazz i un sorprenent improvisador, tant en el pla tècnic, com en l'emocional i l'intel·lectual. Va canviar el format del jazz i va posar al solista al capdavant de l'orquestra. Els grups amb els quals va gravar, els Hot Five i els Hot Seven, van demostrar que la improvisació podia ser molt més que una simple ornamentació de la melodia i, per això, va crear noves variacions basant-se en els acords de la melodia inicial. També va crear escola per a tots els cantants de jazz posteriors, no només en la manera d'alterar les paraules i la melodia de les cançons, sinó també en improvisar sense paraules, emprant tan sols la veu com un instrument (tècnica anomenada scat singing).

### Chicago i Nova York

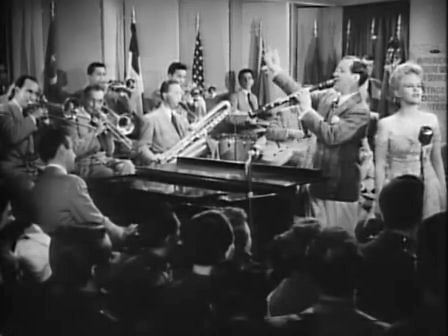
Benny Goodman i la seua banda amb la vocalista Peggy Lee a la pel·lícula Stage Door Canteen.

Per al jazz, la dècada de 1920 va ésser una època de gran experimentació i nombrosos descobriments. Molts músics de Nova Orleans, incloent-hi el mateix Louis Armstrong, van emigrar a Chicago. Allà van exercir la seua influència sobre els intèrprets locals i van estimular l'evolució d'un estil identificable, derivat del de Nova Orleans però accentuant-hi l'actuació dels solistes i afegint-hi amb freqüència el saxòfon a l'orquestració. Aquest subestil també es va caracteritzar per ritmes més tensos i textures més complexes. Entre els instrumentistes que van treballar a Chicago o que van ser influïts per l'estil Chicago s'inclouen el trombó Jack Teagarden, l'intèrpret de banjo Eddie Condon, el bateria Gene Krupa i el clarinetista Benny Goodman. A Chicago també treballava Bix Beiderbecke, el lirisme del qual com a cornetista era el contrapunt de l'estil trompetístic d'Armstrong. Molts dels músics de Chicago s'establirien després a la ciutat de Nova York, un altre centre important de jazz a la dècada de 1920.

### El piano de jazz

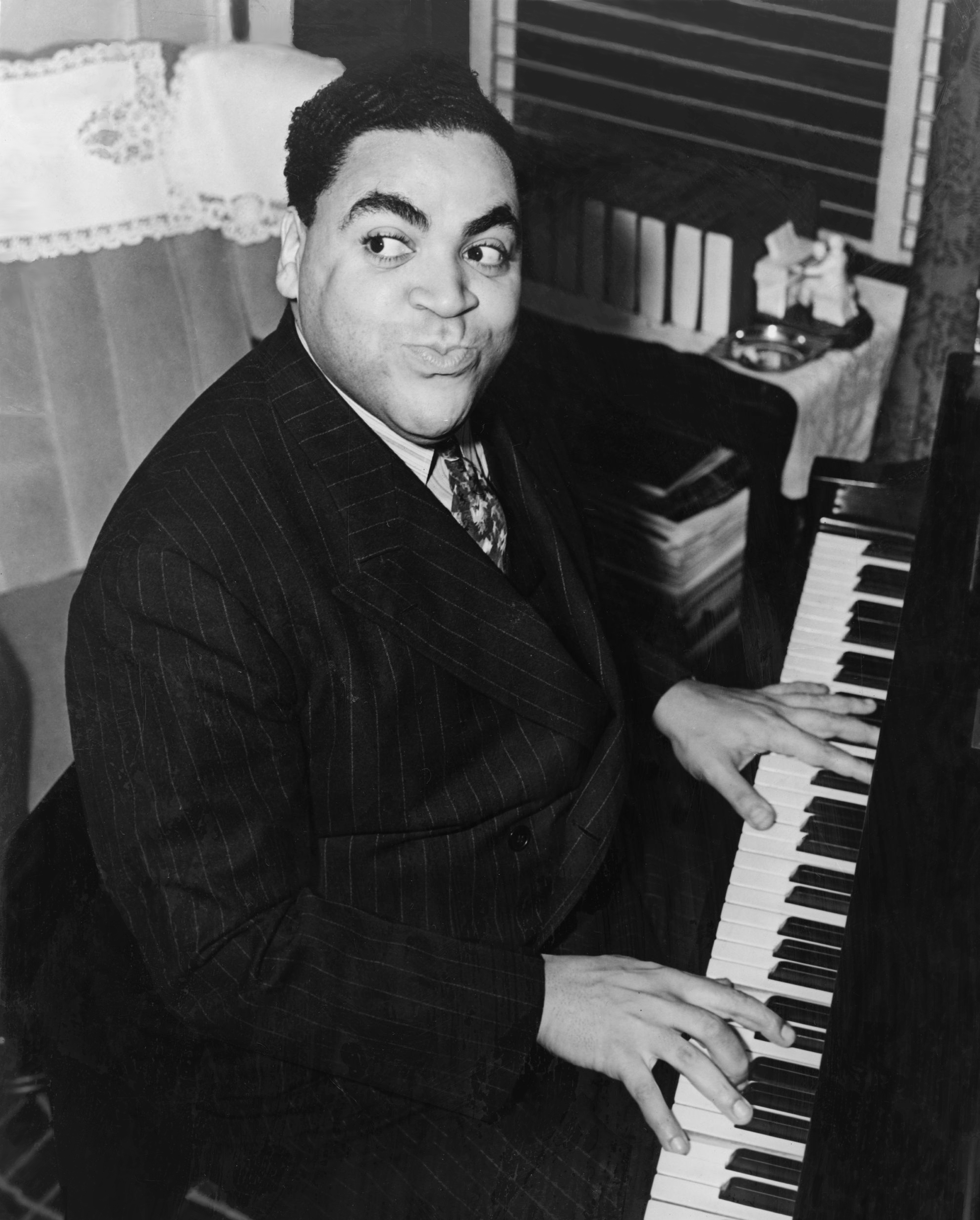
Fats Waller

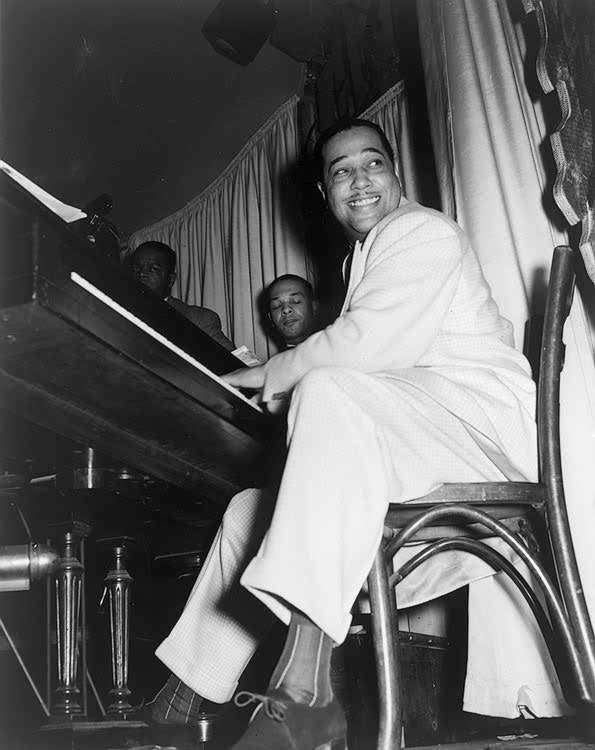
Duke Ellington al Hurricane Club (maig del 1943, Nova York).

Un altre element important en l'evolució del jazz a la dècada de 1920 va ésser la música per a piano. El districte de Harlem, a la ciutat de Nova York, va esdevindre el centre d'un estil molt tècnic, basat en els potents contratemps creats per la mà esquerra del pianista (amb improvisacions molt extenses) i que s'anomenaria stride piano. El mestre d'aquesta escola de principis de la dècada de 1920 fou James P. Johnson, i un dels seus alumnes, Fats Waller -vocalista i showman de talent- esdevindria l'intèrpret més popular d'aquest estil.
En aquesta dècada també es va desenvolupar un segon estil pianístic anomenat regada (boogie-woogie en anglès). Es tractava d'una forma de blues amb baixos molt marcats que repeteix una vegada i una altra la mà esquerra, mentre la dreta alternava diferents ritmes. El bugui-bugui es va fer molt popular a les dècades de 1930 i 1940. Entre els seus líders es troben Meade Lux Lewis, Albert Ammons, Pete Johnson i Pine Top Smith.
Un dels pianistes més innovadors de la dècada de 1920, d'importància comparable a la d'Armstrong, va ser Earl Father Hines, un virtuós que havia estudiat música a Chicago, i al qual es considerava posseïdor d'una imaginació exuberant i impredictible. El seu estil, combinat amb l'enfocament més suau de Waller, va influir en la majoria dels pianistes de la generació següent, en especial en Teddy Wilson, el qual treballava amb la banda de Goodman a la dècada de 1930, i en Art Tatum, qui va actuar sobretot com a solista i era admirat pel seu virtuosisme i qualitat interpretativa.

### L'era de lesbig bands

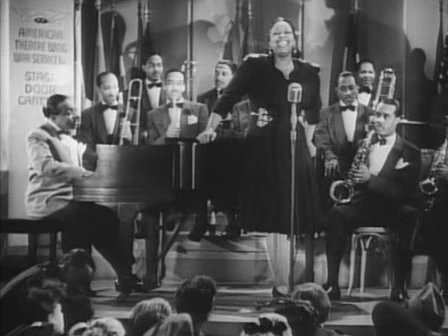
Count Basie i la seua banda amb la vocalista Ethel Waters a la pel·lícula Stage Door Canteen

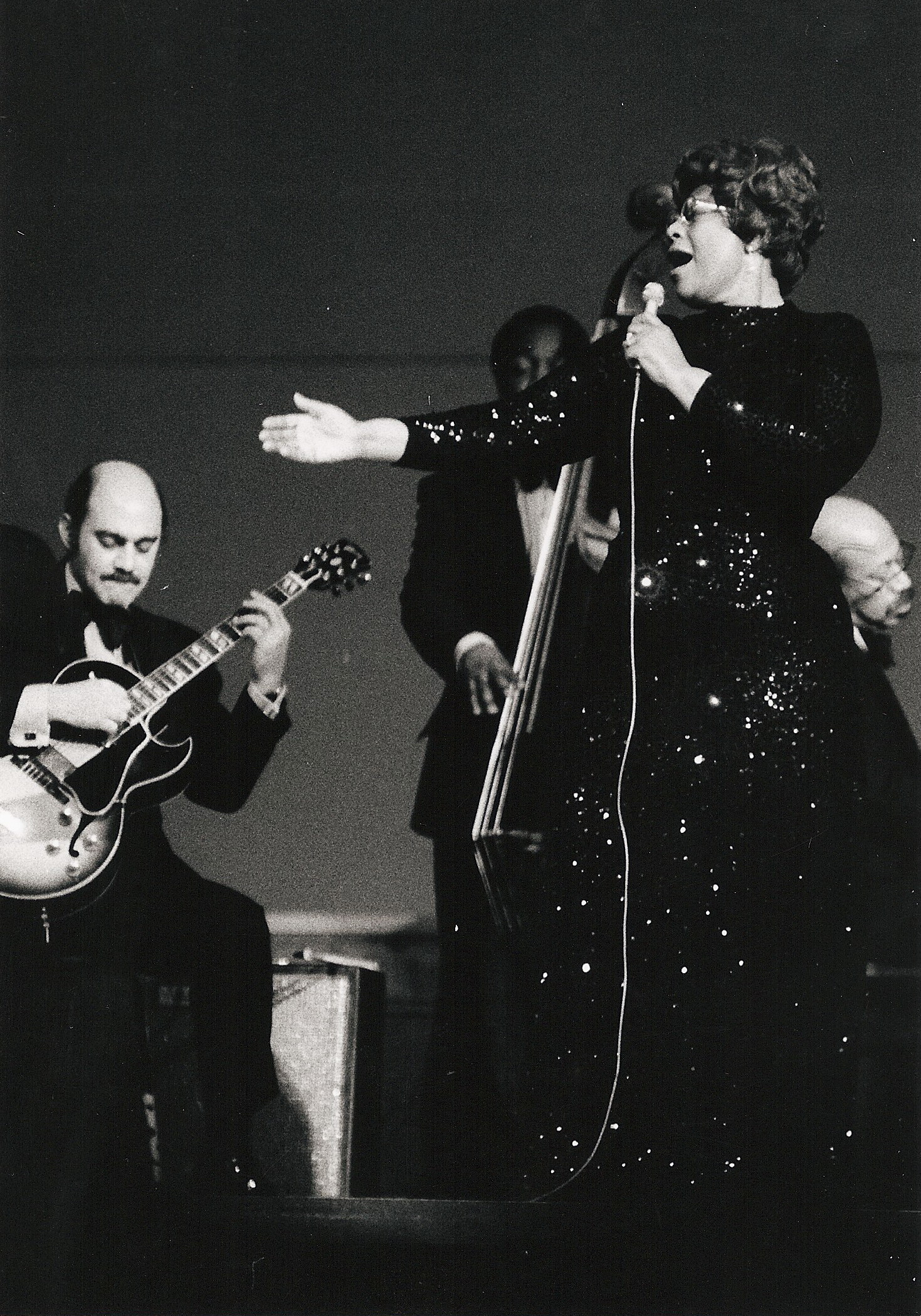
Ella Fitzgerald i Joe Pass el 1974.

Durant la dècada de 1920 hi va haver grups de jazz que van començar a tocar seguint el model de les bandes de ball de societat, formant les anomenades big bands. Van ser tan populars a les dècades de 1930 i 1940 que aquest període es coneix com l'era del swing. Un dels aspectes més importants en el naixement de l'era del swing fou un canvi en el ritme que suavitzà els compassos en dos temps de l'estil Nova Orleans, emprant un compàs més fluid, de quatre temps. Els músics també van desenvolupar l'ús d'estructures melòdiques curtes (anomenades riffs) amb pautes de pregunta i resposta. Per facilitar aquest procediment les orquestres es van dividir en seccions instrumentals, cadascuna amb els seus propis riffs, donant l'oportunitat als músics perquè toquessin solos o improvisacions extenses.
El desenvolupament de les big bands com a mitjà jazzístic es va deure en gran part a Duke Ellington i a Fletcher Henderson. Henderson i el seu arranjador, Don Redman, van contribuir a la introducció de les partitures en la música de jazz, encara que també van intentar captar la qualitat improvisatòria que caracteritzava la música dels conjunts reduïts. Per a la consecució dels seus objectius van comptar amb la col·laboració de solistes molt dotats, com ara el saxofonista tenor Coleman Hawkins.
Ellington va dirigir durant la dècada de 1920 una banda en el Cotton Club de Nova York i continuà dirigint la seua orquestra fins a la seua mort el 1974. També va compondre peces de concert, coloristes i experimentals, amb una durada que podia anar dels tres minuts de Koko (1940) a l'hora de Black, Brown and Beige (1943), així com els temes Solitude i Sophisticated Lady. La música d'Ellington, més complexa que la de Henderson, va fer de la seua orquestra un conjunt amb solos escrits especialment per a instruments i músics determinats. Altres bandes en la mateixa tradició d'Ellington i Henderson van ser les liderades per Jimmie Lunceford, Chick Webb i Cab Calloway. També trobem l'orquestra de Frances Carroll & The Coquettes en aquesta mateixa línia, la qual era formada únicament per dones.
Durant la dècada de 1930 es va desenvolupar a Kansas City un estil diferent de jazz per a big bands, essent-ne el màxim exponent la banda de Count Basie. La banda de Basie és un reflex de l'èmfasi del sud-oest nord-americà en la improvisació, a la vegada que conserva passatges escrits (o memoritzats) relativament curts i simples. Els instruments de vent intercanviaven els riffs de conjunt, i interaccionaven amb grans dosis de ritme i pauses per acomodar-se als extensos solos instrumentals. El saxofonista tenor Lester Young tocava sobretot amb una llibertat rítmica que rarament es trobava en les improvisacions dels solistes d'altres bandes. La delicadesa del to de Young, les seues melodies fluides, a les que ocasionalment dotava d'un toc avantguardista i d'una mena de jocs de veu en tons aguts, obririen un nou camí, com va succeir amb la manera de tocar d'Armstrong a la dècada de 1920.
Altres figures que van fer escola a la fi dels anys 1930 van ser el trompetista Roy Eldridge, el guitarrista Charlie Christian, el bateria Kenny Clarke i el vibrafonista Lionel Hampton. Els cantants de jazz de la dècada de 1930 van emprar una forma d'interpretar més flexible i estilitzada. Ivie Anderson, Mildred Bailey, Ella Fitzgerald i, sobretot, Billie Holiday en foren les figures més destacades.

### La interacció amb la música popular i la culta

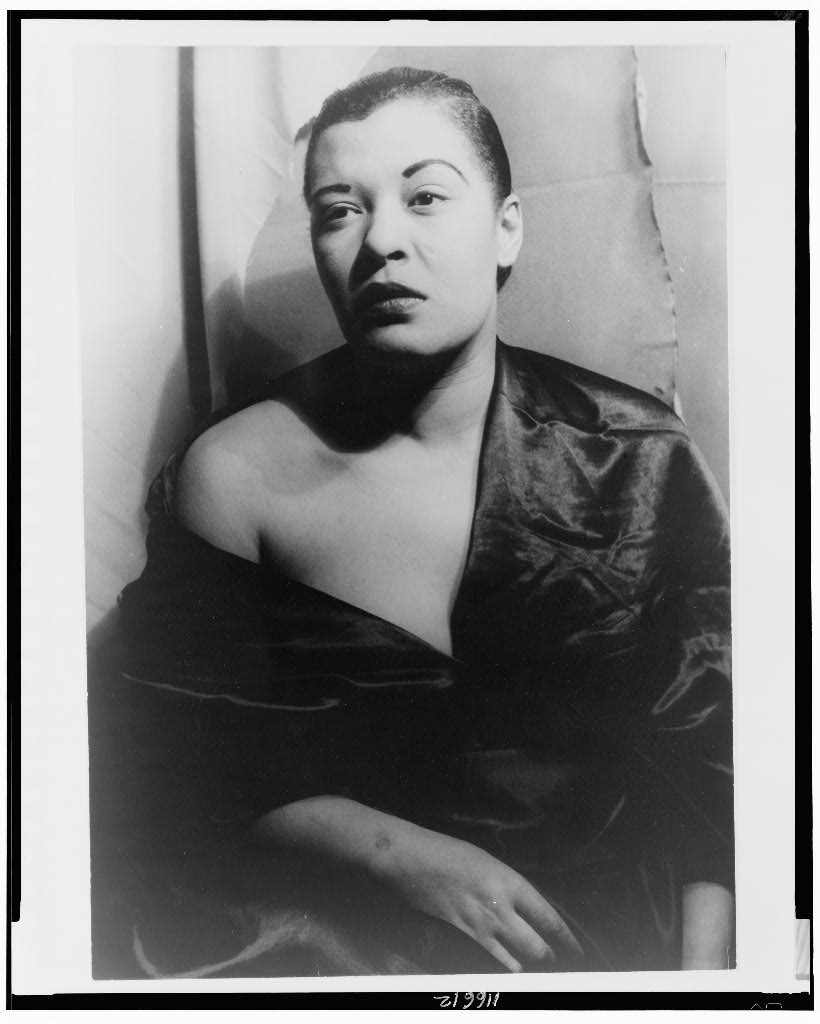
Billie Holiday l'any 1949

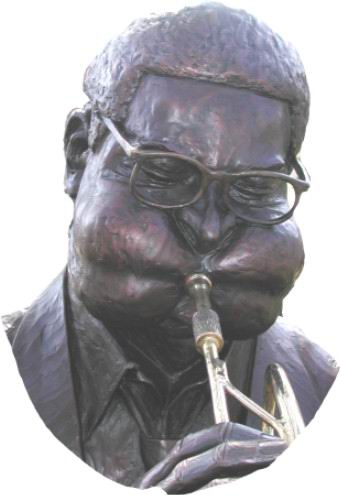
Estàtua de Dizzy Gillespie a la seua ciutat natal, Cheraw (Carolina del Sud, Estats Units)

Els esforços pioners d'Armstrong, Ellington, Henderson i d'altres músics van fer que el jazz adquirís una influència dominant a la música nord-americana de les dècades de 1920 i 1930. Músics tan populars com el director de banda Paul Whiteman van emprar alguns dels recursos rítmics i melòdics més cridaners del jazz, encara que amb menor llibertat i talent improvisatori que el que caracteritzava la música dels principals intèrprets del gènere. En un intent de fusionar el jazz amb la música lleugera, l'orquestra de Whiteman va estrenar peces simfòniques d'estil jazzístic de compositors nord-americans com a George Gershwin. Més a prop de la tradició jazzística de la improvisació i del virtuosisme dels solos es trobava la música de les bandes de Benny Goodman (el qual va emprar molts arranjaments de Henderson), Gene Krupa i Harry James.
Des dels dies del ragtime, els compositors de jazz han admirat la música clàssica. Diversos músics de l'era del swing van jazzejar els clàssics a enregistraments com Bach Goes to Town (Benny Goodman) o Ebony Rhapsody (Ellington i d'altres). Per la seua banda, els autors de música clàssica van retre tribut al jazz en obres com Contrasts (1938, encarregada per Goodman) de l'hongarès Béla Bartók i Ebony Concerto (1945, dirigit per l'orquestra liderada per Woody Herman) del rus Igor Stravinski. Altres compositors, com el nord-americà Aaron Copland o el francès Darius Milhaud també van homenatjar el jazz en llurs obres.

### La dècada de 1940 i la postguerra

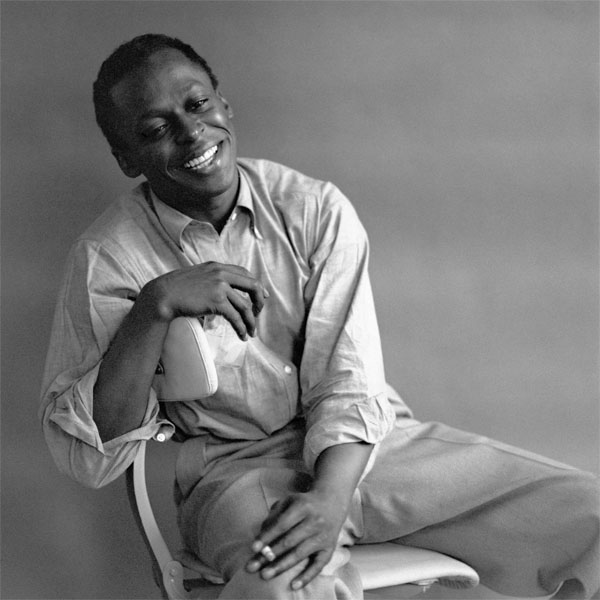
Miles Davis

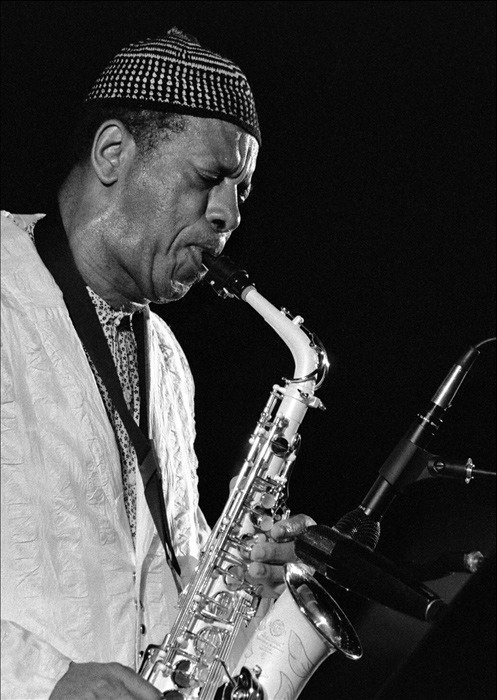
El saxofonista Ornette Coleman

Un dels músics de jazz més influents de la dècada de 1940 fou Charlie Parker, el qual esdevingué el líder d'un nou estil conegut com a bebop, rebop o bop. Igual que Lester Young, Charlie Christian i d'altres solistes destacats, Parker tocava amb big bands. Tanmateix, durant la Segona Guerra Mundial l'economia de guerra i els canvis en els gustos del públic van portar a la dissolució d'aquestes orquestres. Aquesta decadència, en combinació amb un estil radicalment nou del bebop, va produir una revolució en el món del jazz.
El bebop es basava igualment en la improvisació sobre una progressió d'acords, però els seus tempos eren més ràpids, les frases més llargues i complexes, i la gamma emocional més àmplia, fins a incloure sensacions menys agradables que les habituals fins aleshores. Els músics de jazz van prendre major consciència de llurs capacitats expressives com a artistes i van intentar promocionar llur art mitjançant l'afegit de vocalistes, danses i comèdia, tal com ho havien fet llurs predecessors.
Al centre d'aquest procés de transformació destacava Parker, el qual podia fer qualsevol cosa amb el saxòfon, a qualsevol velocitat i tonalitat. Va crear belles melodies relacionades amb els acords subjacents, però d'una manera molt elaborada. La seua música posseïa una varietat rítmica infinita. Els col·laboradors freqüents de Parker foren el trompetista Dizzy Gillespie, conegut per la seua formidable velocitat i registre, i pel seu suggestiu sentit harmònic, el pianista Earl Bud Powell i el bateria Max Roach, tots dos líders per mèrits propis. També eren apreciats el pianista-compositor Thelonius Monk i el trompetista Fats Navarro. La cantant de jazz Sarah Vaughan va estar relacionada en els inicis de la seua carrera amb els músics de bop, sobretot amb Gillespie i Parker.
A la fi de la dècada de 1940 hi va haver una explosió d'experimentalisme dins del jazz. Les big bands modernitzades van portar al floriment d'artistes de la talla de Gillespie i Stan Kenton, els quals treballaven al costat de petits grups amb músics innovadors com ara el pianista Lennie Tristano. La majoria d'aquests grups van extreure llurs idees de peces contemporànies signades per mestres com Bartók i Stravinski.
Els experiments més importants de mitjan segle amb un jazz influït per la música culta es van donar en les gravacions de 1949-1950 realitzades per un alumne de Parker, el jove trompetista Miles Davis. Els arranjaments escrits per Davis i per altres eren de sonoritat tranquil·la però tímbrica i harmònicament molt complexos. Molts grups van adoptar aquest estil cool, sobretot a la costa oest dels Estats Units. Refinat per músics com els saxofonistes tenors Zoot Sims i Stan Getz, i el baríton Gerry Mulligan, el cool jazz va tindre el seu moment culminant a la dècada de 1950. En aquell mateix període el pianista Dave Brubeck (que era un alumne de Milhaud) i el saxofonista Paul Desmond van assolir la popularitat amb una barreja de música culta i jazz.
No obstant això, la majoria dels músics, sobretot a la costa oest, van continuar augmentant la tradició més estimulant del bebop. Entre les màximes figures del hard bop -estil hereu del bebop a la dècada de 1950- es troben el trompetista Clifford Brown, el bateria Art Blakey i el saxofonista tenor Sonny Rollins, un dels més grans talents de la seua generació. Una altra derivació de l'estil de Parker seria el soul jazz, que tocaven el pianista Horace Silver, el saxo Cannonball Adderley i el seu germà, el cornetista Nat Adderley.

### Final de la dècada de 1950. Les dècades de 1960 i 1970

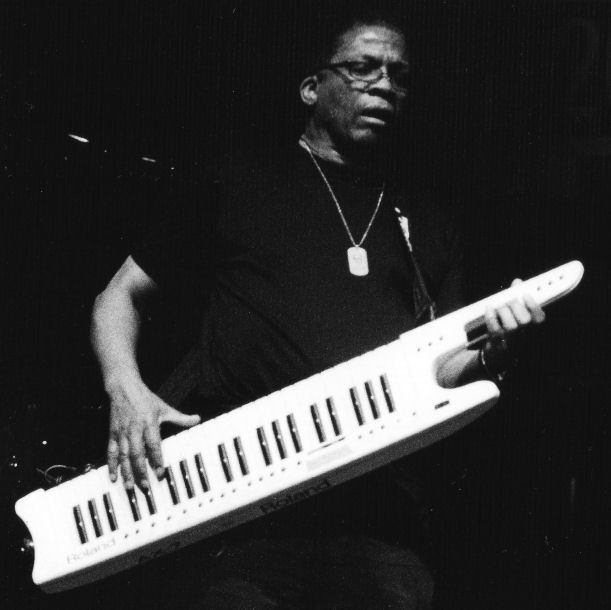
Herbie Hancock

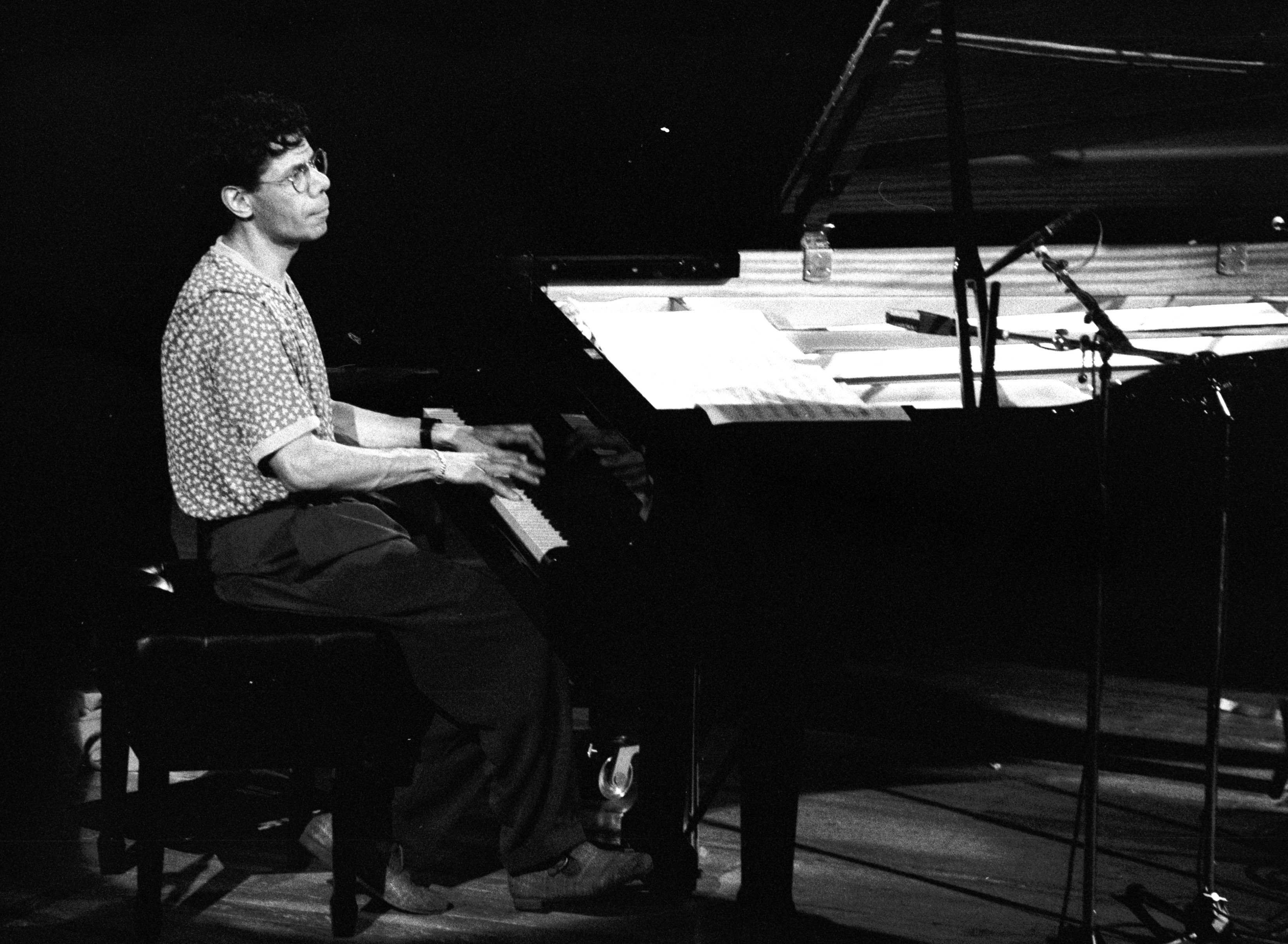
Chick Corea a un concert a Deauville (Normandia, França) l'any 1992

Durant el tercer quart del segle xx es van crear noves tendències en el jazz. La dècada de 1960 rivalitza amb el final de les dècades de 1920 i 1940 com un dels períodes més fèrtils de la història del jazz.

#### El jazz modal
El 1955 Miles Davis va organitzar un quintet que comptava a les seues files amb el saxofonista tenor John Coltrane, l'enfocament del qual contrastava fortament amb les línies melòdiques de serenes sonoritats i expressives de Davis. Coltrane abocava torrents de notes amb velocitat i passió, explorant cada cèl·lula melòdica, sense fer res del seu grau d'exotisme. Però també tocava balades lentes amb aplom i serenitat. En els seus solos revelava un sentit excepcional de la forma i del temps. El 1959 va aparèixer en un àlbum llegendari de Miles Davis, Kind of Blue. Juntament amb el pianista Bill Evans, Davis va compondre per a aquest àlbum un grup de peces que pertanyen totes a la mateixa tonalitat, amb un mateix acord i modalitat mantinguts durant 16 compassos cada vegada -d'ací el nom de jazz modal- i que suposava una gran llibertat per a l'improvisador. Coltrane, negant-se a si mateix, va impulsar en principi la complexitat del bop fins a les seues darreres conseqüències a Giant Steps (1959), per després establir-se a l'altre extrem, en el jazz modal. Aquest darrer estil va dominar el seu repertori a partir de 1960, quan va gravar My Favourite Things emprant un arranjament amb final obert. El quartet de Coltrane incloïa al pianista McCoy Tyner i al bateria Elvin Jones, dos músics que, a causa de llurs qualitats musicals, van ser molt imitats.

#### Els moviments del tercer corrent i l'avantguarda

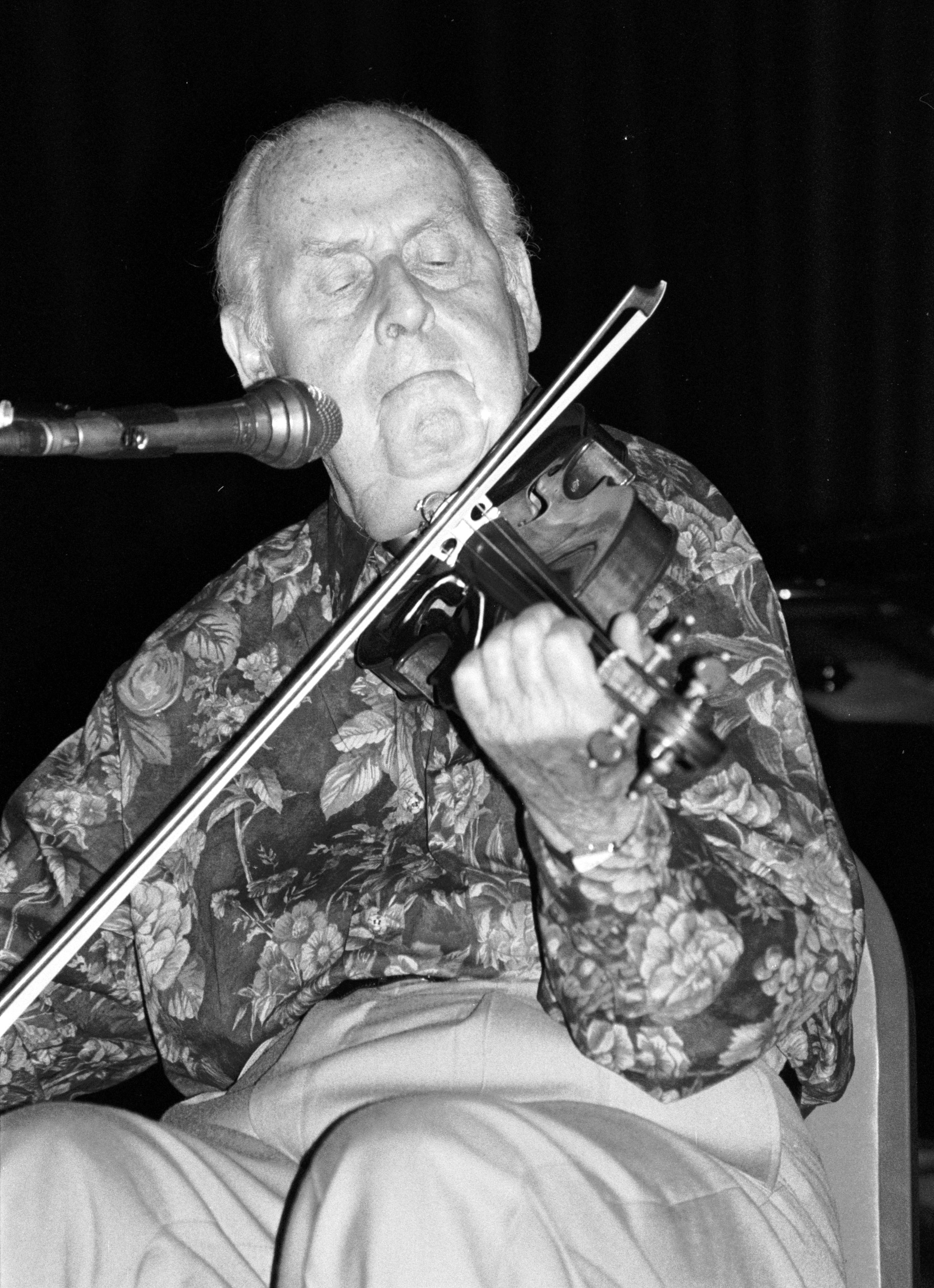
Stéphane Grappelli a un concert a Deauville (Normandia) l'any 1991

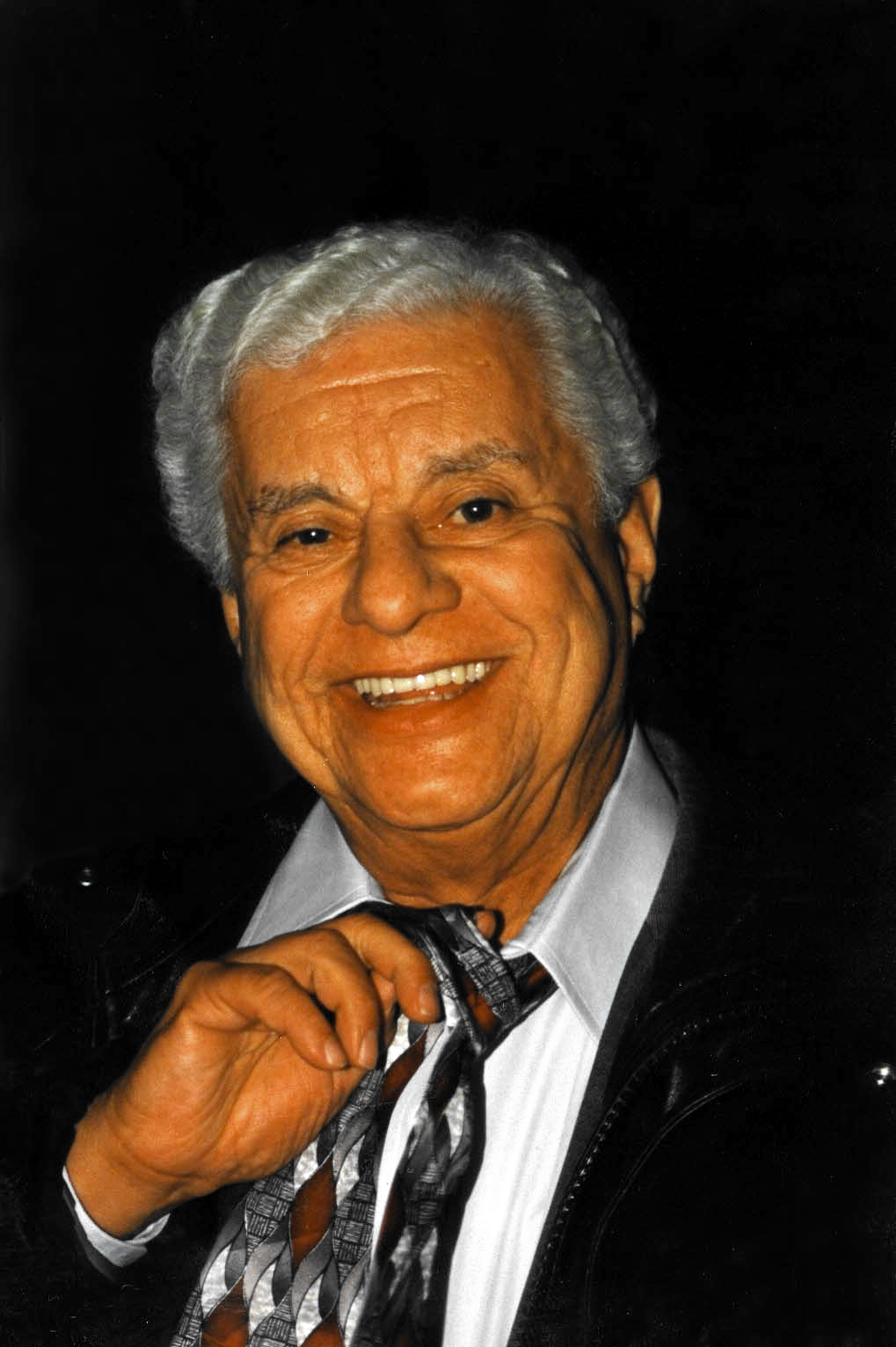
Tito Puente

Un altre producte de l'experimentació de final de la dècada de 1950 va ésser l'intent del compositor Gunther Schuller, juntament amb el pianista John Lewis i el seu Modern Jazz Quartet, de fusionar el jazz i la música clàssica en un tercer corrent, unint músics dels dos mons en un repertori que es nodria amb tècniques d'ambdues músiques.
També aquests van ésser els anys de major activitat del compositor, baixista i líder de banda Charles Mingus, el qual va dotar una vehemència més crua i salvatge a les seues improvisacions basades en progressions d'acords. Més controvertida encara seria l'obra del saxofonista Ornette Coleman, les improvisacions del qual, gairebé atonals, suprimien les progressions d'acords, encara que mantenien el constant swing rítmic característic del jazz. Si bé el so i la tècnica aspra de Coleman resultaven incòmodes per a molts crítics, altres van reconèixer l'enginy, la sinceritat i l'estrany sentit de la manera que caracteritzaven els seus solos. Va inspirar a tota una escola de jazz d'avantguarda que va florir a les dècades de 1960 i 1970 i que incloïa l'Art Ensemble of Chicago, al clarinetista Jimmy Giuffre, al pianista Cecil Taylor i, fins i tot, a Coltrane, que es va aventurar en la improvisació avantguardista el 1967, poc abans de morir.

### El desenvolupament delmainstream
Mentrestant, el corrent principal del jazz o mainstream, tot i que incorporava moltes de les idees melòdiques de Coltrane i, fins i tot, algunes peces de jazz modal, va continuar construint les seues improvisacions sobre les progressions d'acords de les cançons populars. Les cançons brasileres, en especial les de l'estil de la bossa nova, van aconseguir incorporar-se al repertori de principis de la dècada de 1960. Els seus ritmes llatins i les seues refrescants progressions d'acords van cridar l'atenció dels músics de jazz de diverses generacions, en especial de Stan Getz i el flautista Herbie Mann. Fins i tot, després de la decadència de la bossa nova, les sambes van continuar en el repertori del jazz, a la vegada que molts grups van enriquir llurs percussions amb instruments caribenys.
El trio que va formar el pianista Bill Evans interpretava les cançons populars amb profunditat, i els músics interaccionaven de manera constant en lloc de limitar-se a esperar el seu torn en els solos. Aquesta interacció es va accentuar encara més en la secció rítmica del quintet de Davis a partir de 1963, quan va incloure al bateria Tony Williams, el baixista Ron Carter, el pianista Herbie Hancock i, més endavant, el saxofonista tenor Wayne Shorter.

### El jazz de fusió

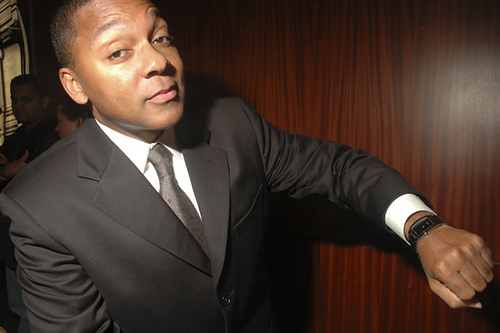
Wynton Marsalis

El jazz va travessar una crisi de públic i de vendes a la fi de la dècada de 1960. Les audiències juvenils estaven a favor de la música de soul i de rock, mentre que els afeccionats adults se sentien aliens a les abstraccions i manca d'emoció de gran part del jazz modern. Els músics de jazz es van adonar que per tornar a guanyar el públic devien extreure idees de la música popular. Algunes d'aquestes provindrien del rock, però la majoria tindrien el seu origen en els ritmes de ball i les progressions d'acords de músics de soul com James Brown. Certs grups van afegir també elements musicals d'altres cultures. Els exemples inicials d'aquest nou jazz de fusió estan una mica barrejats amb altres subestils, però el 1970 Davis va gravar Bitches Brew, un àlbum de molt d'èxit que combinava ritmes soul i instruments electrònics amb un jazz sense compromisos i molt dissonant. Per això no ha de sorprendre que els epígons de Davis creessin alguns dels discos de fusió de més èxit de la dècada de 1970: Herbie Hancock, Wayne Shorter i el pianista austríac Joe Zawinul (els dos darrers líders del conjunt Weather Report), el guitarrista britànic John McLaughlin i el brillant pianista Chick Corea amb el seu grup Return to Forever. Per la seua banda, els músics de rock van començar a incorporar frases i solos de jazz sobre ritmes de rock. Entre aquests grups estaven Chicago i Blood, Sweat & Tears.
Durant aquest mateix període altre deixeble de Davis, el pianista iconoclasta Keith Jarrett, va assolir l'èxit comercial barrejant instruments electrònics i estils populars. Les seues interpretacions d'estàndards populars i temes originals amb un quartet, així com les seues improvisacions solistes al teclat, el van convertir en el més important pianista de jazz contemporani.

### La dècada de 1980
A mitjans de la dècada de 1980 els artistes de jazz utilitzaven novament una gran varietat d'estils per a públics diferents i hi havia un renovat interès pel jazz seriós (per oposició al d'orientació pop). Un dels més interessats en això era el trompetista Wynton Marsalis, també aclamat per les seues interpretacions de música clàssica. El clarinetista i compositor francès Jean-Christian Michel barreja de jazz i música sacra, Si bé el jazz va seguir essent en essència un feu dels músics nord-americans, el seu públic internacional va florir fins al punt que els músics d'altres països van formar un subgrup cada vegada més important dins del jazz a les dècades de 1970 i 1980. Alguns dels seus predecessors són el guitarrista belga Django Reinhardt, el violinista francès Stéphane Grappelli, el compositor navarrès Pedro Iturralde i el pianista i compositor català Tete Montoliu.

## Principals músics
Per ordre cronològic d'estils:
- New Orleans (Dixieland), Chicago (hot jazz): King Oliver, Louis Armstrong, Kid Ory, Sidney Bechet, Jelly Roll Morton, Johnny Dodds, Jimmie Noone Earl Hines, Fats Waller, Valaida Snow.
- Swing i anys 30: Fletcher Henderson, Coleman Hawkins, Benny Carter, Roy Eldridge, Duke Ellington, Dorothy Fields, Bubber Miley, Johnny Hodges, Lawrence Brown, Ben Webster, Ray Nance, Count Basie, Lester Young, Jo Jones, Ella Fitzgerald, Billie Holiday, Benny Goodman, Gene Krupa, Harry James, Lionel Hampton, Woody Herman, Art Tatum, Glenn Miller, Django Reinhardt, Nat King Cole, Charlie Christian, Erroll Garner, Dolly Jones, Ann Ronell, Lil Hardin Armstrong, "Sweet Emma" Barrett, Mary Lou Williams.
- Be-bop, cool, jazz dels anys 50: Charlie Parker, Dizzy Gillespie, Thelonious Monk, Kenny Clarke, Max Roach, J.J. Johnson, Miles Davis, Stan Getz, Gerry Mulligan, Chet Baker, Clifford Brown, Sarah Vaughan, Dexter Gordon, Clark Terry, Paul Gonsalves, Wes Montgomery, Sonny Rollins, John Coltrane, Charles Mingus, Bill Evans, Tete Montoliu, Cannonball Adderley, Art Blakey, Sonny Clark.
- Free jazz, fusion i latin jazz, darreres tendències : Ornette Coleman, Archie Shepp, Sun Ra, Cecil Taylor, McCoy Tyner, Herbie Hancock, Chick Corea, Wayne Shorter, Jaco Pastorious, Keith Jarret, Ron Carter, Jack deJohnette, Pat Metheny, Lester Bowie, Jan Garbarek, Wynton Marsalis, Jean-Christian Michel, Terence Blanchard, David Murray, John Zorn, Don Byron, Theo Jörgensmann, Steve Coleman, Joshua Redman, James Carter, Diana Krall, Cassandra Wilson, Jordi Rossy, Poncho Sánchez, Chucho Valdés, Tito Puente, Carla Cook, Regina Carter, Nona Hendrix, Alice Coltrane, Abbey Lincoln, Eva Cassidy, Shirley Horn, Terri Lyne Carrington, Esperanza Spalding, Geri Allen, Linda May Han Oh…

## Ritmes ballables delseglexxamb influència del jazz
- El bòston
- El one-step
- El fox-trot
- El xarleston
- El bugui-bugui
- El swing
- El jive
- El lindy-hop
- El jitter-burg
- El jerry bug
- El twist
- El rock'n'roll
- La rumba-fox
- El mambo
- La bossa nova
- El filin
- La salsa

## Jazz a Catalunya
Catalunya va ser la porta d'entrada del jazz al sud d'Europa. Des dels bojos anys vint, amb les orquestres de ball, fins ben entrat el segle xxi, amb una fornada de músics com mai no havia existit, Catalunya ha generat clubs, discogràfiques, festivals i primeres figures de relleu internacional com Tete Montoliu, Carles Benavent i Jordi Rossy, entre moltes altres.

### Principals festivals
Catalunya és terra de jazz i s'hi concentren bastants festivals. Els més destacats són:
- Festival de Jazz Terrassa, a l'hivern.[154]
- Festival Internacional de Dixieland de Tarragona, la setmana anterior a la de Pasqua.[155]
- Festival de Jazz de Barcelona, a la tardor.[156]
- Festival de Jazz Costa Brava - Palafrugell a l'octubre.[157]